# Saint-Pardoux-Morterolles
Saint-Pardoux-Morterolles – miejscowość i gmina we Francji, w regionie Nowa Akwitania, w departamencie Creuse.
Według danych na rok 1990 gminę zamieszkiwały 254 osoby, a gęstość zaludnienia wynosiła 7 osób/km² (wśród 747 gmin Limousin Saint-Pardoux-Morterolles plasuje się na 387. miejscu pod względem liczby ludności, natomiast pod względem powierzchni na miejscu 107.).

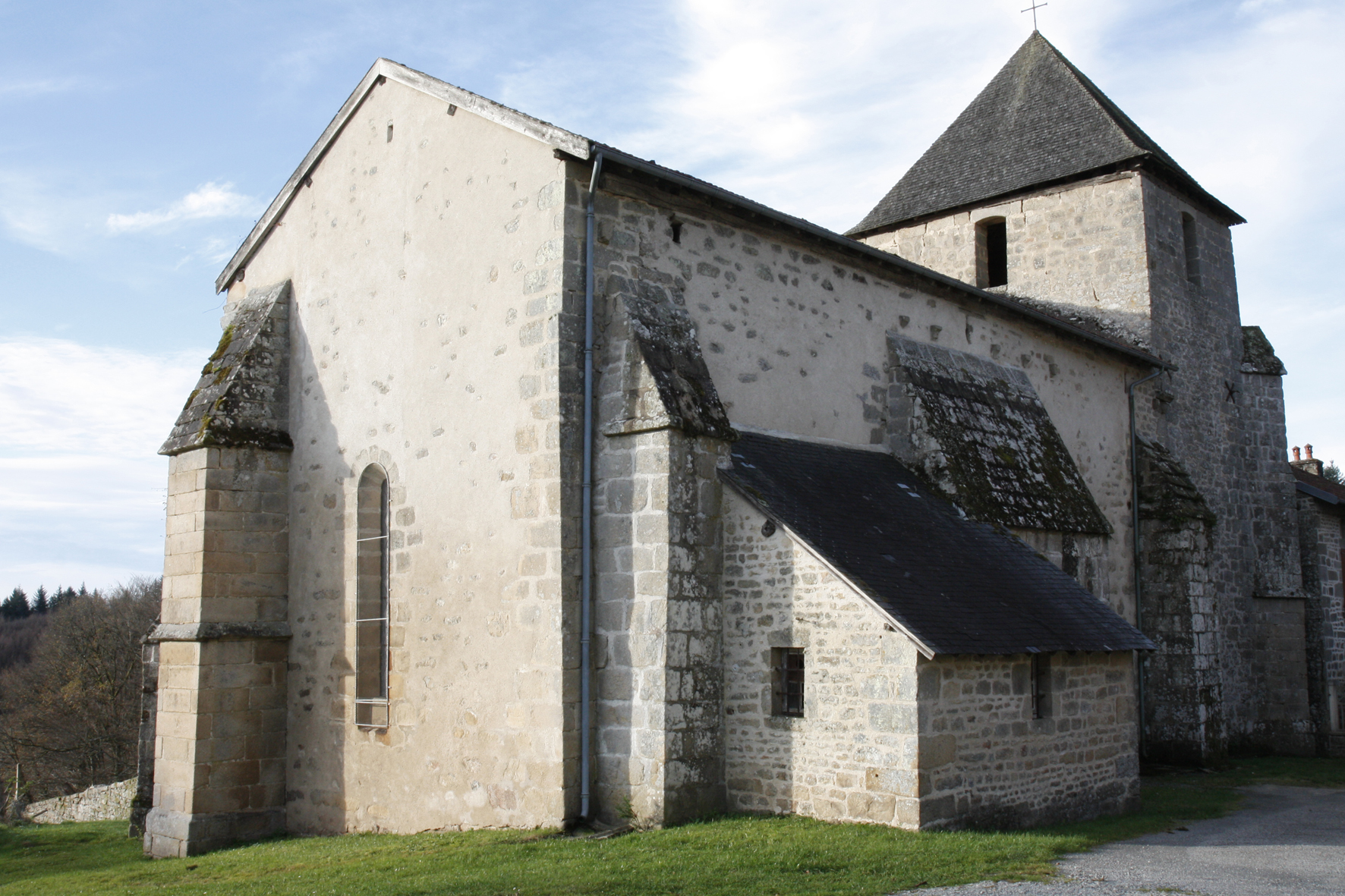
Kościół św. Piotra (2016)
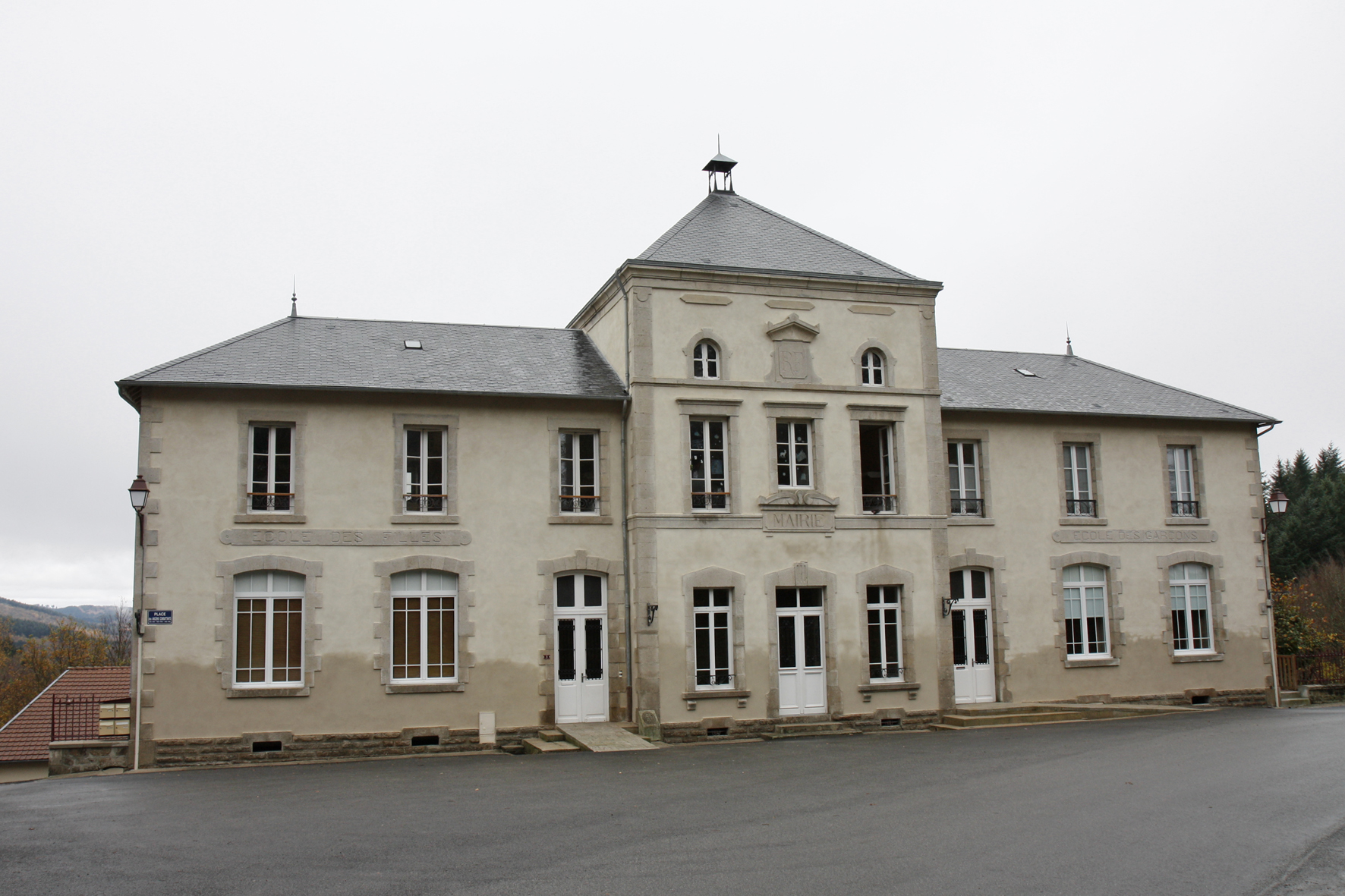
Merostwo Saint-Pardoux-Morterolles (2016

## Populacja

Populacja Saint-Pardoux-Morterolles w latach 1962–2008